# Jan Pierewiet
De liedbundel Jan Pierewiet is een verzameling Nederlandse en Vlaamse volksliedjes. De bundel is samengesteld door Boy Wolsey (1907-1994) en werd uitgegeven in samenwerking met de Nederlandse Jeugdherbergcentrale (NJHC) en de Nederlandse Trekkersbond (NTB). Vanaf het verschijnen in 1933 tot en met 1972 is het boekje negentienmaal herdrukt. In 1953 verscheen een tweede deel onder de naam Heer Halewijn. Deze bundel bevat ook Engels-, Frans- en Duitstalige liedjes en is samengesteld door Dirk Aijelt Wumkes (1904-1995) en Jan Reinders. In 1970 verscheen hiervan de laatste, tiende druk.

## Achtergrond
De liedbundel Jan Pierewiet was niet de eerste liedbundel die Wolsey samenstelde. In 1928 verscheen Zangzaad voor kampeerders. Deze bundel bevatte Nederlands-, Engels-, Frans-, en Duitstalige liedjes en was door Wolsey in samenwerking met Jan Waldorp samengesteld. Het boekje richtte zich op de opkomende kampeer- en wandelrecreatie. Daardoor was de bundel anders van karakter dan het uit 1906 stammende en toen al klassieke Kun je nog zingen, zing dan mee. Deze bundel was vooral gericht op de schoolgaande jeugd en de huiselijke kring. Zangzaad werd een groot succes. In 1930 volgde een tweede deel, ditmaal alleen van de hand van Jan Waldorp. Beide delen werden vele malen herdrukt en waren verkrijgbaar tot in 1948.
Ondanks het succes van Zangzaad hadden de NJHC en de NTB toch behoefte aan een eigen liedbundel. De NJHC was opgericht in 1928 naar voorbeeld van de in 1919 in Duitsland opgerichte Zentrale Hauptausschuß für Jugendherbergen. Doel was het bieden van goedkope overnachtingsmogelijkheden voor jongeren van 16 tot 24 jaar die eropuit wilden trekken, de natuur in. De jeugdherbergen hadden gescheiden slaapzalen en werkten volgens het principe van het "grote gezin". Er waren gemeenschappelijke activiteiten, corveediensten en het beheerdersechtpaar werd met “vader” en “moeder” aangesproken. Nadat om tien uur ’s avonds de deuren waren dichtgegaan, ging “vader” de jongensslaapzaal en “moeder” de meisjesslaapzaal langs om welterusten te zeggen. In 1940 waren er al drieënzestig jeugdherbergen met 5326 bedden. De NTB werd in 1931 als ondersteunende organisatie voor de NJHC opgericht, met als doel het maken van reclame voor de jeugdherbergen en het organiseren van wandeltochten.

## Jan PierewietenHeer Halewijn
In 1933 kwam de eerste druk van Jan Pierewiet uit. De naam zou synoniem worden voor jeugdherberg en de NJHC. Samensteller Wolsey sprak in het voorwoord de hoop uit dat de liedbundel verbindend zou werken voor mensen van verschillende sociaal-maatschappelijke achtergrond. Hij betreurde het dat in het verzuilde Nederland politieke partijen zich meester hadden gemaakt van bepaalde liederen: “Zoo zullen er ook verschillende liederen in Jan Pierewiet gevonden worden, die heel bepaald bij zekere groepen thuis hooren. Wij zullen elkaar moeten leeren verdragen.” Waar zou die verdraagzaamheid beter aangeleerd kunnen worden, dan in de jeugdherbergen? Waar iedereen welkom was en die functioneerden als een "groot gezin". De liedbundel zou echter een veel grotere doelgroep vinden dan alleen de jeugdherberg, namelijk scholen, de huiselijke kring en het verenigingsleven.
Bij verschijnen bevatte de bundel 115 Nederlandstalige volksliedjes. Deze waren gerangschikt volgens de tijdsvolgorde van de "trekkersdag": liedjes voor bij het opstaan voor dag en dauw, het op pad gaan, de middagrust, de "laatste loodjes" en het naar bed gaan. Deze opzet zou tot en met de laatste, twintigste, druk van 1972 ongewijzigd blijven. Wat wel veranderde waren de liedjes in de bundel. Bij elke herdruk werden minder geschikte liedjes weggelaten en werden nieuwe liedjes toegevoegd. Dat betekende dat in de druk van 1972 155 liedjes waren opgenomen, waarvan nog maar 49 ook in de eerste druk van 1933 hadden gestaan. Opmerkelijk is de oproep achter in het boekje om luit of gitaar te leren spelen, inclusief een grepentabel. Verder is opvallend dat in de eerste drukken het lied Jan Pierewiet niet was opgenomen. Het van oorsprong Zuid-Afrikaanse liedje verscheen pas in de zevende druk van 1947 en in een Nederlandstalige bewerking van Margot Vos (1891-1985). Zij was een van de vele medewerkers die Wolsey in latere herdrukken hebben bijgestaan.
In 1953 kwam deel 2 uit onder de naam Heer Halewijn, alias Jan Pierewiet 2, de neef van Jan Pierewiet 1. De liedbundel bevatte Nederlands-, Engels-, Frans- en Duitstalige liedjes en was samengesteld door Dirk Aijelt Wumkes en Jan Reinders. Hij kan gezien worden als opvolger voor Zangzaad voor kampeerders dat Wolsey had helpen samenstellen, maar dat na 1948 niet meer verkrijgbaar was. De eerste druk bevatte 122 volkswijsjes. Daarvan waren er 97 ook opgenomen in de tiende, laatste druk van 1970. Opmerkelijk is dat het lied Heer Halewijn zong een liedekijn in geen van de drukken werd opgenomen. Mogelijk werd de van oorsprong Middeleeuwse ballade te moeilijk bevonden voor groepszang en wou men er geen eigentijdse bewerking van maken. De aansprekende titel gaf wel aan dat het een liedbundel betrof met traditionele, oude volksliedjes, iets waar in de jaren vijftig nog steeds grote belangstelling voor was. Dit mede gezien het grote succes van de liedbundel Nederlands Volkslied die in 1941 voor het eerst verscheen en die net als Jan Pierewiet en Heer Halewijn vele malen werd herdrukt.

## Afnemende belangstelling
In 1963 werd het jeugdherbergreglement afgeschaft. Het betekende het einde van een tijdperk. In relatief korte tijd, vanaf 1956, kreeg de jeugd moeite met de aanspreekvorm van "vader" en "moeder" voor het beheerdersechtpaar. Ook de avondklok, het rook- en alcoholverbod en de gemeenschappelijke activiteiten als volksdansen en zingen bij het kampvuur werden als "oubollig" ervaren. Jongeren luisterden nu naar muziek van de Beatles, wilden zeilen, paardrijden, dansen en naar het buitenland op vakantie. Het was een teken van een veranderende tijd en jeugdcultuur. In 1970 en 1972 verschenen de laatste drukken van Heer Halewijn en Jan Pierewiet.